# Albericus
Albericus là một chi động vật lưỡng cư trong họ Nhái bầu, thuộc bộ Anura. Chi này có 14 loài và 7% bị đe dọa hoặc tuyệt chủng.

## Các loài
- Albericus alpestris Kraus, 2010.
- Albericus brevicrus Günther and Richards, 2012.
- Albericus brunhildae Menzies, 1999.
- Albericus darlingtoni (Loveridge, 1948).
- Albericus exclamitans Kraus and Allison, 2005.
- Albericus fafniri Menzies, 1999.
- Albericus gudrunae Menzies, 1999.
- Albericus gunnari Menzies, 1999.
- Albericus laurini Günther, 2000.
- Albericus murritus Kraus and Allison, 2009.
- Albericus pandanicolus Günther and Richards, 2012.
- Albericus rheaurum Menzies, 1999.
- Albericus sanguinopictus Kraus and Allison, 2005.
- Albericus siegfriedi Menzies, 1999.
- Albericus swanhildae Menzies, 1999.
- Albericus tuberculus (Richards, Johnston & Burton, 1992).
- Albericus valkuriarum Menzies, 1999.
- Albericus variegatus (Kampen, 1923).

## Hình ảnh

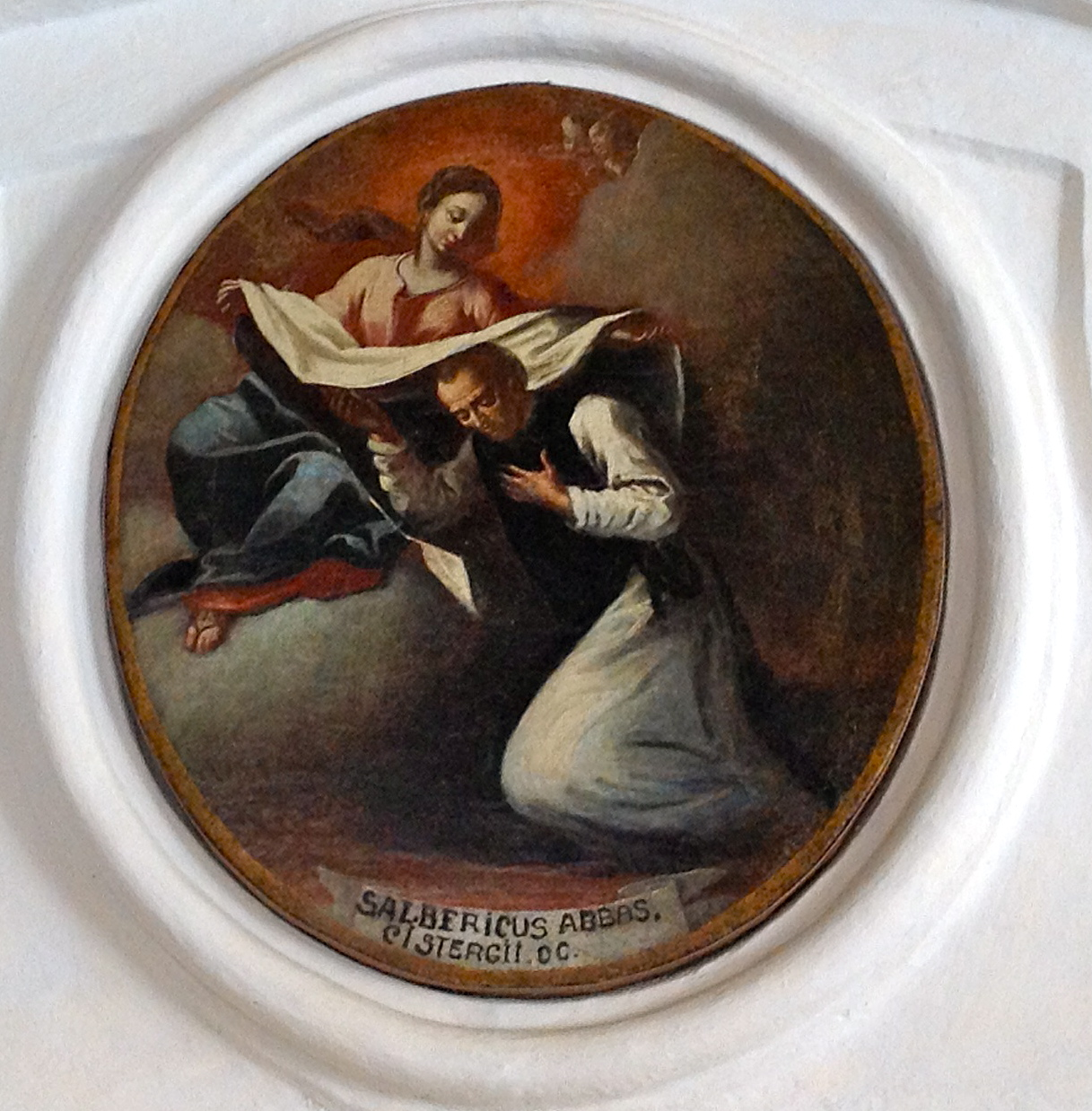